# (7926) 1986 RD5
A (7926) 1986 RD5 a Naprendszer kisbolygóövében található aszteroida. Henri Debehogne fedezte fel 1986. szeptember 3-án.